# Styringomyia neocolona
Styringomyia neocolona är en tvåvingeart som beskrevs av Alexander 1931. Styringomyia neocolona ingår i släktet Styringomyia och familjen småharkrankar. Inga underarter finns listade i Catalogue of Life.